# Albert Wohlwend
Albert Wohlwend (* 6. November 1979) ist ein ehemaliger liechtensteinischer Fussballspieler.

## Karriere

### Verein
Seine Vereinslaufbahn ist bis auf eine mindestens zweijährige Station bei der USV Eschen-Mauren unbekannt.

### Nationalmannschaft
Er gab sein Länderspieldebüt in der liechtensteinischen Fussballnationalmannschaft am 2. Juni 1998 beim 0:6 gegen Österreich im Rahmen eines Freundschaftsspiels, als er zur zweiten Halbzeit für Philipp Beck eingewechselt wurde. Bis 1999 war er insgesamt 7 Mal für sein Heimatland im Einsatz.